# 徐同愛
徐同愛（1435年—1493年），字仁夫，浙江衢州府常山縣人，民籍，明朝政治人物。同進士出身。

## 生平
早年出身國子生，中成化七年（1471年）辛卯科浙江鄉試第六十一名舉人。成化十一年（1475年）乙未科會試第二百七十名，殿試登進士第三甲第二十五名。授南城知縣，十六年擢官山西道監察御史，二十年差盘荆湖边郡仓粮数，二十一年巡按廣東，勘查布政使陳選一案。二十二年监丙午科廣東鄉試，二十三年回京，进文林郎，追赠父母诰命，是年掌道事。弘治改元，差简东南马政，二年差照刷河南三司文卷，三年夏因病辞官。弘治六年夏闰五月，卒于家，年五十九。

## 家族
曾祖徐謙受。祖父徐彥溫。父徐永熙。